# Jules Duvaux
Jules Yves Antoine Duvaux, né le 21 mai 1827 à Nancy (Meurthe-et-Moselle), mort le 2 juin 1902 à Nancy (Meurthe-et-Moselle), est un homme politique français de la IIIe République.

## Biographie
Fils d'Antoine Duvaux, garde-magasin des lits militaires à Nancy et de Jeanne Travailleur, il entre à l'École normale supérieure en 1849 et en sort agrégé ès lettres en 1885 avant d'être professeur au lycée de Nancy, où il eut notamment pour élève Charles de Foucauld. Il devient président du Cercle de la Ligue de l'enseignement, puis est élu conseiller municipal le 7 mai 1871, avant d'être élu conseiller général de Nancy-Ouest le 8 octobre de la même année. En 1876, il est élu député de Nancy contre Maurice du Coëtlosquet et réélu en 1877 contre Charles Welche, ancien maire de Nancy et alors ministre de l'Intérieur et préfet du Nord. Il ne se représente pas aux élections municipales le 9 novembre 1878. 
Il succède à Jules Ferry le 7 août 1882 comme ministre de l’Instruction publique et des Beaux-arts du gouvernement Charles Duclerc puis du gouvernement Armand Fallières. Jules Ferry lui succède le 21 février 1883. En 1884, avec Albert Berlet et François Volland, il fonde l'alliance républicaine de Nancy. Il quitte pour problème de santé la vie politique en octobre 1889.

## Distinction
- Chevalier de la Légion d'honneur (31 décembre 1889)[1]

## Sources
- Jean El Gammal, François Roth et Jean-Claude Delbreil, Dictionnaire des Parlementaires lorrains de la Troisième République, Serpenoise, 2006 (ISBN 2-87692-620-2 et 978-2-87692-620-2, OCLC 85885906, lire en ligne), p. 148